# 뉴스 HOT 간사이
뉴스 HOT 간사이(ニュースほっと関西)은 NHK 종합 텔레비전에서 방영되고 있는 NHK 오사카 방송국에서 제작 프로그램이다.

## 방송소개
뉴스 HOT 간사이는 2005년 3월 30일 첫방송을 시작해서 지금까지 이어지고 있다. 이 프로그램은 퇴근길 오사카부를 비롯한 간사이 지방의 생활 뉴스 및 정보를 전해주는 프로그램이다.

## 방송시간
- 매주 월~금 저녁 6시 10분~7시(50분)

## 진행자
- 고야마 케이(小山 径): NHK 아나운서(2023년 4월 3일 ~  현재)
- 시마다 코코(嶋田 ココ): NHK 아나운서(2023년 4월 3일 ~  현재)
- 카시마 아야노(鹿島綾乃): NHK 아나운서(2022년 3월 19일 ~  현재, 뉴스 HOT 간사이 토요일 진행)

## 역대 진행자
- 모리타 요헤이(森田洋平): NHK 아나운서(2015년 3월 30일 - 2016년 4월 1일)
- 아오이 미노루(青井 実): NHK 아나운서(2016년 4월 4일 - 2017년 3월 31일)
- 아카키 노노카(赤木野々花): NHK 아나운서(2015년 3월 30일 - 2017년 3월 24알)
- 치카다 유이치(近田雄一): NHK 아나운서(2017년 4월 3일 - 2019년 3월 29일)
- 이시바시 아사(石橋亜紗): NHK 아나운서(2017년 4월 3일 - 2019년 3월 29일)
- 가와사키 리카(川崎理加): NHK 아나운서(2019년 4월 1일 ~ 2021년 3월 26일)
- 니노미야 나오키(二宮 直輝): NHK 아나운서(2019년 4월 1일 ~  2023년 3월 24일)
- 우시다 마유(牛田 茉友): NHK 아나운서(2021년 3월 29일 ~ 2023년 3월 31일)